# Baczoni Lajos
Baczoni Lajos (Kisborosnyó, Háromszék-megye, 1851. augusztus 10. – Debrecen, 1902. január 29.) jogtudor, főiskolai jogtanár.

## Életútja
Iskoláit Székelyudvarhelyt kezdette. A 7. gimnáziumi osztályt Nagyváradon, a 8.-at és a jogot Sárospatakon végezte, ahol két évvel később a kassai királyi ügyészségnél folytatott gyakorlati működés után 1875-uen a jogakadémiánál rendkívüli, majd a tudori oklevél megszerzése után 1881. elejétől rendes tanári állást nyert. 1885-ben a debreceni református jogakadémia rendes tanárává választatott. 1893 januárjától kezdve pedig a megbővített Debreceni Protestáns Lap szerkesztését vette át az addigi szerkesztővel, Csiky Lajos hittanárral, mint társszerkesztő. 
Hírlapi cikkei leginkább egyházpolitikai, egyházszervezeti és tanügyi kérdéseket fejtegetnek és a következő lapokban jelentek meg: Függetlenség (1880.), Pesti Napló (1882. 217. sz.), Sárospataki Lapok (1883. A harmadik egyetem és a jogakadémiák, 1884. Az uj felsőház és a felekezetek, 1885. Egy egyházmegyei határozat. Illeték-egyenérték és egyházközségeink), Debreczeni Protestáns Lap (1885. 41. 44. 45. 47. 1886. 15–17. 47. 1887. 4. 10. 46. 1888. 16–20.), Egyetértés (1888. 355. sz.), Magyar Philos. Szemle (1886).

## Munkája
- Beszéd, melyet a debreczeni ev. ref. főiskola dísztermében 1886. febr. 10. történt ünnepélyes hivatalba igtatása alkalmával tartott (Értekezés Queteletről a debreczeni ref. főiskola 1886. Évkönyvében.)